# Metabet
SC METABET CF SA : 1915 - 2015.
```
                                                           
UN POD PESTE VEACURI
```

În anul 1898 s-au înființat în cadrul Companiei de Căi Ferate din România Atelierele Mobile de Poduri.
În anul 1915 a fost înființat în Pitești "Atelierul de Poduri CFR Pitești" ca urmare a comasării echipelor de montaj de poduri de pe Valea Oltului, sub conducerea inginerului Chivu Nicolae.
Astfel, a luat ființă singura întreprindere proprie a Companiei de Căi Ferate din România specializată în uzinarea și montajul podurilor de cale ferată, sub denumirea "Atelierele Centrale de Poduri".
Printre lucrările cele mai importante realizate de-a lungul anilor se regăsesc:
- Consolidarea Podului Grant din București în anul 1929
- Construirea Peroanelor Gării de Nord din București în anul 1929;
- Consolidarea Podurilor Dunărene - în anii 1938-1939;
- Refacerea infrastructurii de transport feroviar - în anii 1944-1945 ajungând până în Ungaria.
De-a lungul anilor compania a purtat mai multe denumiri:
1915 - "Atelierele Centrale de Poduri"
1920 – "Secția II Poduri CFR”
1945 – „Subserviciul Lucrări speciale tabliere metalice CFR”
1950 – „Atelierele de utilaj și construcții metalice”
1953 – „Întreprinderea de Construcții Metalice”
1955 – „Întreprinderea de Poduri Metalice și Prefabricate din Beton” – I.P.M.P.B.
1991 – SC „Ind. Complex CF” SA
2002 – SC „Metabet CF” SA